# Horst Hildebrandt
Horst Herbert Hildebrandt (* 2. Januar 1919 in Neustettin; † 16. Mai 1989 in Rheinbach) war ein Generalleutnant des Heeres der Bundeswehr und diente zuletzt von 1973 bis 1979 als Inspekteur des Heeres.

## Militärische Laufbahn
Nach seinem Abitur trat Hildebrandt im November 1937 als Fahnenjunker in den Dienst des Infanterie-Regiments 3 der 21. Infanterie-Division der Wehrmacht in Deutsch-Eylau in Ostpreußen. Ab 1938 besuchte er die Kriegsschule in Hannover. Anschließend diente er während des Zweiten Weltkriegs als Zugführer, Bataillonsadjutant, Kompaniechef, Regimentsadjutant, Bataillons- und Regimentskommandeur in der 21. Infanterie-Division. Nach kurzer Kriegsgefangenschaft der Vereinigten Staaten arbeitete er ab November 1946 als technischer Leiter und Organisationsleiter bei „Planten un Blomen“ (Ausstellungspark) in Hamburg.
Nach der Gründung der Bundeswehr 1955 wurde Hildebrandt ein Jahr später als Major reaktiviert. Von 1957 bis 1958 absolvierte er den 1. Generalstabslehrgang Heer an der Führungsakademie der Bundeswehr in Bad Ems, wo er zum Offizier im Generalstabsdienst ausgebildet wurde. 1959 erfolgte die Beförderung zum Oberstleutnant und 1963 zum Oberst. Hildebrandt lehrte während dieser Zeit Taktik an der Heeresoffizierschule I und der Heeresoffizierschule II und absolvierte den ersten Generalstabslehrgang an der Führungsakademie der Bundeswehr in Hamburg. Es folgten weitere Verwendungen als Hilfsreferent und Referent im Führungsstab des Heeres (FüH) im Bundesministerium der Verteidigung in Bonn. Danach wurde Hildebrandt nach Marburg versetzt und übernahm dort den Posten des Chef des Stabes der 2. Panzergrenadierdivision.
Anschließend diente er als Dezernent der Studiengruppe Bundeswehr und übernahm dann den Posten des Chefs des Stabes des III. Korps unter dem Kommando von Generalleutnant Albert Schnez. Vom 1. Oktober 1966 bis zum 31. März 1968 kommandierte Hildebrandt die Panzerbrigade 8 in Lüneburg. Am 1. April 1968 wurde er zum Brigadegeneral ernannt und nach Bonn versetzt, wo er als Unterabteilungsleiter II im Führungsstab des Heeres arbeitete.
Am 1. April 1970 übernahm er – unter Ernennung zum Generalmajor – wieder ein Truppenkommando, diesmal die 1. Panzerdivision in Hannover. Dieses Kommando übergab er am 14. Dezember 1972 an Klaus Schubert, da er einen NATO-Posten übernehmen sollte. Am 1. Januar 1973 wurde Hildebrandt zum Generalleutnant ernannt und übernahm das Kommando über die Alliierten Landstreitkräfte Schleswig-Holstein und Jütland in Rendsburg.
Bereits zehn Monate später, am 1. Oktober 1973, gab er dieses Kommando wieder ab und übernahm von Ernst Ferber den Posten des Inspekteurs des Heeres in Bonn. Dieses Amt behielt Hildebrandt bis zu seiner Pensionierung am 31. März 1979.
Von 1983 bis 1987 war Hildebrandt Präsident des Kuratoriums Ehrenmal des Deutschen Heeres.
Hildebrandt war verheiratet/verwitwet und hatte ein Kind.

## Kontroversen
Im Mai 1975 nahm Hildebrandt in Madrid an einer Militärparade anlässlich des 36. Jahrestags des Sieges der Franco-Faschisten im spanischen Bürgerkrieg teil. Dabei trug er Ehrenzeichen der Wehrmacht. Trotz Kritik von Politikern und Gewerkschaften hatte der Vorfall letzten Endes keine personellen Folgen.

## Auszeichnungen
- 1940: Verwundetenabzeichen in Schwarz
- 1944: Deutsches Kreuz in Gold
- 1944: Nahkampfspange in Silber
- 1973: Verdienstkreuz 1. Klasse der Bundesrepublik Deutschland[3]
- 1975: Legion of Merit (Commander)
- 1975: Großkreuz des Spanischen Militärverdienstkreuzes in Weiß
- 1976: Großoffizierkreuz des griechischen Phönix-Ordens
- 1976: Großes Verdienstkreuz des Verdienstordens der Bundesrepublik Deutschland
- 1976: Großoffizier der französischen Ehrenlegion
- 1978: Militärverdienstkreuz I. Klasse des portugiesischen Heeres
- 1979: Großes Verdienstkreuz mit Stern des Verdienstordens der Bundesrepublik Deutschland